# Фред Флинтстоун
Фредерик „Фред“ Флинтстоун (на английски: Frederick "Fred" Flintstone) е протагонистът в анимационния ситком „Семейство Флинтстоун“, излъчен по ABC в периода 1960 – 1966 г. Фред е съпругът на Уилма Флинтстоун и бащата на Пебълс Флинтстоун. Неговите най-добри приятели са съседите му Барни и Бети Ръбъл, които имат осиновен син – Бам-Бам.

## Актьори
- В късометражния пилотен епизод от 1959 г., озаглавен „Семейство Флагстоун“, Фред се озвучава от Доус Бътлър.
- Алън Рийд го озвучава в самия сериал, както и в пълнометражния филм „Мъжът на име Флинтстоун“.[2]
- След смъртта на Рийд през 1977 г., Хенри Кордън, който изпълнява певческия глас на Фред в „Мъжът на име Флинтстоун“, поема ролята до пенсионирането си през 2000 г., но въпреки това продължава да го озвучава в рекламите на зърнените закуски „Пебълс“ до смъртта си през 2005 г.[3] Кордън озвучава и бащата, и майката на Фред във „Флинтстоун хлапета“.
- От 2005 до 2011 г. Джеймс Арнолд Тейлър озвучава Фред в различни реклами, както и гостуването му в „Мрачните приключения на Били и Манди“.
- Джеф Бъргман започва да озвучава Фред в реклами по Cartoon Network през 1999 г., а също го озвучава във филма „Семейство Флинтстоун: Пред развод“, в епизод на „Джони Браво“ и в „Семейство Флинтстоун: Разбиване в Каменната ера“.
- Във „Флинтстоун хлапета“ младият Фред се озвучава от Лени Уайнриб в първия сезон и от Скот Менвил във втория сезон.
- В игралния филм „Семейство Флинтстоун“ ролята на Фред се изпълнява от Джон Гудмън.[4] Във филма „Семейство Флинтстоун: Да живее Рок Вегас“, който е прелюдия, ролята на по-младия Фред се изпълнява от Марк Ади.[5]

### В България
В дублажа на БНТ на сериала, както и в този на Мулти Видео Център на няколко епизода, Фред се озвучава от Васил Бъчваров. В дублажите на Арс Диджитал Студио и VMS се озвучава от Стефан Сърчаджиев – Съра, който озвучава и младия Фред в дублажа на „Флинтстоун хлапета“. Във филма „Семейство Флинтстоун: Разбиване в Каменната ера“ се озвучава от Иван Велчев в дублажа на Доли Медия Студио и Александър Митрев в този на студио Медиа Линк.